# Reisgenootschap van de Ring
Het Reisgenootschap van de Ring (Engels: The Fellowship of the Ring) is een gezelschap uit het befaamde boek In de ban van de ring (The Lord of the Rings) van J.R.R. Tolkien, bestaande uit negen vertegenwoordigers van uit de vrije volkeren van Midden-aarde.
Het reisgenootschap wordt gevormd op 25 december van het jaar 3018 van de Derde Era tijdens de Raad van Elrond in Rivendel. Het aantal van negen werd gekozen om ten strijde te trekken tegenover de negen Ringgeesten van Sauron. Het reisgenootschap is de immense taak toevertrouwd om Frodo te assisteren en te beschermen tijdens zijn queeste naar Mordor om de Ene Ring te vernietigen in het hart van de Doemberg.

## Leden
- Dwergen:
  - Gimli
- Elfen:
  - Legolas
- Hobbits:
  - Frodo
  - Merijn
  - Pepijn
  - Sam
- Mensen:
  - Aragorn
  - Boromir
- Maiar/Istari:
  - Gandalf

Aragorn · Boromir · Frodo · Gandalf · Gimli · Legolas · Merijn · Pepijn · Sam